# Galvão Bueno
Carlos Eduardo dos Santos Galvão Bueno (Rio de Janeiro, 21 de julho de 1950) é um locutor esportivo, empresário, radialista e apresentador brasileiro. Atualmente é narrador do Amazon Prime Vídeo.
Considerado o narrador esportivo de maior popularidade do Brasil, ao mesmo tempo que é alvo de críticas por ufanismos e exageros, é famoso por ter narrado momentos relevantes e históricos do esporte nacional. Entre esses eventos estão a conquista do tetra e o pentacampeonato mundial da Seleção Brasileira de Futebol, os títulos mundiais da Fórmula 1 e o acidente fatal do piloto brasileiro Ayrton Senna em 1994, vitórias de times brasileiros em Libertadores da América e Mundiais de Clubes, além de vários Jogos Olímpicos da era moderna.
Atualmente é proprietário da Bueno Wines, vinícola com sede no município de Candiota.

## Biografia

### Início
Começou a carreira na Rádio Gazeta de São Paulo em 1974, depois de trabalhar numa fábrica de materiais plásticos. Logo depois, saiu da Rádio e migrou para a TV Gazeta. Na emissora, participou do programa Mesa Redonda, onde cobriu a Copa do Mundo de 1974.
Em 1977, Galvão passou rapidamente pela Rede Record, onde ficou apenas dois meses.
Ingressou na TV Bandeirantes no final de 1977, participando como comentarista na Copa do Mundo de 1978. Em 1980, quando a emissora comprou os direitos de transmissão da Fórmula 1, o locutor narrou pela primeira vez provas da categoria.

### TV Globo
Galvão foi contratado pela TV Globo em 1981. Seu primeiro trabalho na emissora foi a narração da partida entre Flamengo e Jorge Wilstermann, da Bolívia, pela Copa Libertadores da América. Narrou também alguns jogos da Copa do Mundo de 1982, mas ainda não era o locutor principal da emissora; o titular do posto era Luciano do Valle, que narrou os jogos do Brasil naquele mundial.
Logo após o Mundial realizado na Espanha, Luciano do Valle foi para a TV Record.
Assim, o Grande Prêmio da África do Sul de 1982 foi o primeiro GP da categoria narrado por Galvão pela TV Globo. Em 2013, Galvão contou que um erro na narração deste GP quase lhe custou o emprego:
| “                                                                      | Eu vou contar o dia em que (risadas) eu achei que tinha perdido o emprego. Estava começando a carreira e terminando no mesmo dia. Estreia na Globo na Fórmula 1, Grande Prêmio da África do Sul de 1982. Naquela época ninguém parava para abastecer e trocar pneus, quem parava para trocar um pneu furado estava fora da corrida. O Prost, que estava em primeiro lugar, entrou nos boxes trocou um pneu e foi embora... e na minha cabeça nunca mais ele iria se recuperar. Quando ele passou o Carlos Reutemann eu disse: "Tá tirando volta de atraso". Estava nada, Prost voltou na mesma volta e estava voltando para a primeira colocação. Narrei vitória de Carlos Reutemann. Fomos para o comercial, quando voltamos preparou-se o pódio e apareceu lá Alain Prost como vencedor. Me deu um desespero, vou pedir ajuda para quem? Para o Reginaldo Leme, que já tinha alguma história na televisão. Olhei para o Reginaldo do lado e fiz assim para ele: "E agora?" Ele olhou para mim e disse: "Não sei". Então nesse momento eu falei: acabou a minha carreira. Foram oito horas e meia de volta para o Rio de Janeiro certo que eu estava demitido. Graças a Deus o Boni, então diretor da TV Globo me deu uma chance, eu continuei e estou aí até hoje. | ” |
| — Galvão Bueno, sobre sua primeira narração da Fórmula 1 pela TV Globo | |   |

Em 1983, no Maracanã, fez a cobertura para o Globo Esporte da morte do ex-jogador brasileiro Garrincha. Já em 1984, Galvão narrou o final da maratona feminina dos Jogos Olímpicos realizados em Los Angeles, quando a suíça Gabriela Andersen-Schiess, extenuada, conseguiu completar a prova em 37º lugar, e foi ovacionada pelo público. O brasileiro narrou ao vivo a emocionante volta final da corredora no Coliseu de Los Angeles.
Em 1986, na Copa do Mundo FIFA daquele ano, Galvão ainda não era o principal narrador da Globo. Com isso, narrou apenas um jogo do Brasil naquele Mundial, pois Osmar Santos não estava se sentindo bem. Mas, em compensação, narrou a histórica partida Argentina 2–1 Inglaterra, em que Diego Maradona marcou o "Gol do Século".
Quatro anos depois, na Copa do Mundo de 1990, Galvão já era o principal narrador da emissora.
Nesta primeira passagem de Galvão pela TV Globo, destaca-se, ainda, a narração das conquistas de dois dos três títulos de Nelson Piquet, em 1983 e 1987, e os três campeonatos de Ayrton Senna, em 1988, 1990 e 1991.

### Saída da TV Globo
Em 1992, Galvão deixou a TV Globo em nome de um projeto para comandar o departamento de esporte da Rede OM (atual CNT), com sede no estado do Paraná. Galvão acumulava os cargos de narrador, apresentador e diretor de esportes.
Na época, a então recém criada emissora de televisão comprou os direitos de exibição da Copa Libertadores da América, sendo a única emissora do Brasil a transmitir o torneio continental daquele ano, dando a sorte de registrar a histórica campanha do São Paulo de Telê Santana.
A estreia oficial de Galvão como locutor na emissora aconteceu em 1º de abril de 1992, após uma campanha de divulgação em grandes jornais brasileiros. O contratado debutou com a partida em que o São Paulo goleou o Criciúma por 4–0, no Morumbi, válida pela fase de grupos do torneio. A ocasião foi amplamente divulgada pela emissora. Nos principais jornais daquele dia, havia o anúncio da partida com o slogan “O jogão do Galvão!”.
O sucesso do São Paulo na Libertadores colocava a Rede OM à frente de emissoras como SBT, Manchete, Band e Record. A cada avanço do Tricolor na competição, a audiência da emissora paranaense crescia um pouco mais.
Com o fim da Libertadores, a Rede OM se virava como podia com outros eventos esportivos. Chegou a transmitir, inclusive, o Campeonato Nacional de Rodeios para todo o Brasil. Galvão Bueno participou até da transmissão de um evento de lutas chamado “Os Campeões do Ringue”. A emissora acabou sendo prejudicada pelo envolvimento do proprietário no escândalo PC Farias, que derrubaria Fernando Collor da presidência do país. As dificuldades financeiras que vieram depois disso provocaram demissões no jornalismo e denúncias de salários atrasados. Galvão seguia no comando e a área representava 60% do faturamento total da emissora, conforme informou a Folha de S.Paulo em 15 de novembro de 1992.
O avanço das investigações do caso PC Farias fez com que a emissora tivesse que trocar de nome para se desvencilhar dos escândalos e da fama de cheques sem fundos distribuídos a funcionários e diretores. Com isso, Galvão iniciou suas conversas de retorno à Rede Globo em fevereiro de 1993, acertando seu retorno a Globo no dia 2 de março, como informou no dia seguinte a Folha de S.Paulo com reportagem de Flávio Gomes.

### Retorno à TV Globo
Em seu retorno à TV Globo, Galvão narrou as principais conquistas de atletas do país — exceção aos títulos de Gustavo Kuerten no torneio de Roland Garros —, com destaque para as Copas do Mundo FIFA vencidas pela Seleção Brasileira de Futebol em 1994, nos Estados Unidos (onde famosamente gritou "é tetra, é tetra" abraçado a Pelé), e em 2002, na Coreia do Sul e no Japão. Também cobriu o acidente fatal de Ayrton Senna e vários Jogos Olímpicos.
Em 1996, quando o Jornal Nacional passou por uma profunda reformulação e William Bonner e Lillian Witte Fibe passaram a assumir o comando do telejornal, Galvão passou a participar na bancada, quase todos os dias, dando notícias do esporte. Sua participação no Jornal, porém, foi bem curta.
Na Copa do Mundo de 1998, realizada na França, Galvão, além de narrar os jogos do Brasil, coordenou o debate esportivo Bate-Bola, um quadro do Esporte Espetacular com comentários sobre os jogos do torneio.
De 1999 a 2001, Galvão apresentou o programa Espaço Aberto, na GloboNews.
Na Copa do Mundo da Coreia e do Japão, em 2002, o Bate-Bola passou a ser um programa independente, exibido logo após os jogos da seleção. Além do programa, Galvão Bueno, Pedro Bial e Fátima Bernardes apresentaram o Brasil na Copa, exibido nas noites de domingo.
De 2003 a 2022, além do futebol na Globo, Galvão apresentou o programa Bem, Amigos! nas noites de segunda, no canal de televisão a cabo SporTV.
Em 2008, ganhou um quadro no programa Esporte Espetacular chamado Na Estrada com Galvão, em que ele entrevistava grandes nomes do futebol.
Em entrevista à Mônica Bergamo, Galvão contou um drama que aconteceu na Copa do Mundo FIFA de 2010, realizada na África do Sul. “No jogo de Brasil e Holanda, eu travei. A minha voz falhava, parecia carro de embreagem ruim. O Cléber Machado chegou a ficar de prontidão. Me apavorei”. O problema foi um fungo nas cordas vocais, que exigiu um longo tratamento e muitos remédios. Após a final da Copa, Galvão Bueno anunciou que esta Copa seria a última que ele trabalhou fora do Brasil e que a próxima Copa que foi realizada no Brasil em 2014 seria a sua última, pois se aposentaria após o evento. Galvão, porém, voltou atrás e confirmou que narraria a Copa do Mundo de 2018, na Rússia. Em julho de 2014 renovou seu contrato com a Rede Globo até 2019.
Entre 2 de junho e 13 de julho de 2014, Galvão Bueno trabalhou como âncora do Jornal Nacional ao lado da apresentadora Patrícia Poeta, na cobertura da Copa do Mundo FIFA. O expediente foi repetido em eventos seguintes, ao lado de Renata Vasconcellos. Nos Jogos Olímpicos de 2016, ele narrou algumas das principais conquistas brasileiras, como o inédito título conquistado pelo futebol masculino.

### Segunda saída da TV Globo
Em 24 de março de 2022, em uma entrevista ao jornal O Globo, o narrador anunciou que deixaria as narrações da TV Globo após a Copa do Mundo de 2022, fechando assim um ciclo de 41 anos na emissora (sendo 29 anos seguidos). Já no dia 23 de abril, o locutor esportivo fechou um contrato de quatro anos com a empresa Play9, de propriedade do youtuber Felipe Neto. O intuito da empresa é levar Galvão Bueno para plataformas como YouTube e Twitch, para que o narrador realize transmissões digitais.
Em maio de 2022, Galvão lançou seu primeiro projeto digital sem vínculo com a TV Globo, o podcast PodFalar, Galvão!, em parceria com a HUB Mídia. Na primeira temporada, que foi de 25 de maio a 7 de setembro, o narrador contou histórias de sua vida e carreira. Seu último jogo narrado na Globo foi a final da Copa do Mundo entre Argentina e França.
Em julho de 2024, retornou à emissora para a cobertura das Olimpíadas de Paris, participando da cerimônia de abertura e comentando diretamente da Central Olímpica.

### Canal do YouTube
Após a saída da TV Globo, Galvão estreou seu canal no YouTube no dia 25 de março de 2023, com a transmissão do amistoso entre Brasil e Marrocos.

### Retorno à Band
Em 13 de fevereiro de 2025, Galvão anunciou, por meio das redes sociais, seu retorno à Band após 44 anos.

## Controvérsias
Tido por seus admiradores um ícone da locução esportiva brasileira, Galvão Bueno é criticado pela visão ufanista e de favoritismo com que narra esportes em que o Brasil ou esteja participando ou esteja representado por alguma instituição ou desportista do Brasil. O narrador também é conhecido por cometer gafes e exageros durante a transmissão de diversas modalidades esportivas.

### Críticas
Um dos momentos mais notáveis foi durante a partida entre Alemanha e Brasil na Copa do Mundo de 2014, quando a Seleção Alemã marcou cinco gols no primeiro tempo e goleou a Seleção Brasileira por 7–1, com Galvão atuando de forma parcial em favor do Brasil, lamentando cada gol dos alemães. Já foram frequentes as ofensas de torcidas brasileiras ao locutor em jogos em que esteve presente. Durante a final do basquetebol masculino dos Jogos Pan-Americanos de 2007, entre aplausos para Oscar Schmidt e Hortência, mais uma vez o locutor foi motivo de escárnio dos torcedores.

### Gafes
Em 2002, novamente durante a Copa do Mundo, dessa vez na Coreia do Sul e no Japão, na transmissão do jogo entre Brasil e China, disse que: "Os chineses agora estão todos torcendo contra o Brasil".
Em 2004, na final da Copa do Brasil, realizada no Maracanã entre Flamengo e Santo André, quando este último marcou um gol, Galvão gritou como tendo sido marcado pelo clube rival São Caetano.
Em 2006, pouco antes do Grande Prêmio de Mônaco de Fórmula 1, outra gafe. O tenor espanhol Plácido Domingo estava visitando os boxes das equipes e cumprimentando os pilotos, e Galvão se referiu ao tenor como "Placido Iglesias", confundindo-o com outro cantor espanhol famoso, Julio Iglesias.
Em 2009, durante o Grande Prêmio do Barém de Fórmula 1, Bueno escalou uma banda musical imaginária com o já falecido tecladista Richard Wright, do Pink Floyd, como baterista. Na verdade, sua intenção foi se referir a Nick Mason, real percussionista da banda britânica, que é fã do esporte e estava no Oriente Médio para acompanhar a prova.
Em 2010, além do incidente "cala a boca, Galvão", no Twitter, o narrador, em uma entrevista para a Folha de S.Paulo, afirmou, após ser perguntado se a Rede Globo manda "na bola no Brasil", que "Isso é uma bobagem. Eu acho até que devia mandar mais. Porque ela paga as contas (referindo-se ao pagamento dos direitos de transmissão do Campeonato Brasileiro)".
Em 2011, na partida de despedida de Ronaldo da Seleção, diante da Romênia, no Estádio do Pacaembu, o locutor fez referências a um texto de um certo poeta argentino chamado Alberto Briti. Contudo, as palavras ditas eram, na verdade, do consagrado dramaturgo alemão Bertolt Brecht.
Novamente em 2012, agora em outubro, a Globo, durante a transmissão do UFC 153, entre Anderson Silva e Stephan Bonnar, teve de baixar o som ambiente, pois o público, em coro, não parava de xingar o narrador.
Já em 2013, enquanto cobria a semifinal da Liga dos Campeões da UEFA entre Bayern de Munique e Barcelona, o narrador chegou a afirmar que o ator austríaco Arnold Schwarzenegger já foi eleito "Miss Universo", confundindo o prêmio de fisiculturistas Mister Universo com o concurso de beleza feminino Miss Universo. Além do mais, Bueno se referiu ao atacante blaugrana David Villa como "Vilas".
Em maio de 2014, no amistoso contra a África do Sul, Galvão se distraiu com uma mensagem e não narrou um gol do Brasil marcado por Oscar. Os internautas não perdoaram e usaram as redes sociais para criticar o locutor da TV Globo.

### Desentendimentos
Em 1990, nas oitavas de final da Copa do Mundo realizada na Itália, o Brasil enfrentou a Argentina na polêmica partida da "água batizada". A Seleção Brasileira foi derrotada por 1 a 0 e foi eliminada da competição nas oitavas de final. O gol da Argentina ocorreu após grande jogada de Diego Maradona, que fez fila na defesa brasileira e tocou para Claudio Caniggia balançar as redes. Galvão Bueno criticou a marcação frouxa do meio-campo da Seleção e acusou o volante Alemão de ter facilitado por ser "cupincha" do argentino. O narrador pediria desculpas em 2023.
Em 1994, durante a Copa do Mundo realizada nos Estados Unidos, sem saber que estava sendo gravado, o locutor reclamou sobre Pelé, que trabalhou como comentarista naquela competição. Galvão Bueno chegou a afirmar que queria "dar com uma marreta na cabeça dele". Ainda durante a Copa do Mundo, o meio-campista Zinho foi apelidado de "enceradeira" pelos humoristas do grupo Casseta & Planeta. O apelido foi bastante utilizado por Galvão Bueno nas transmissões dos jogos do Brasil na Copa do Mundo. Anos depois, em julho de 2020, o locutor pediria desculpas publicamente.
Em 2005, o zagueiro Roque Júnior e Galvão Bueno discutiram após um treino da Seleção Brasileira durante a Copa das Confederações. Segundo a Folha de S.Paulo, o jogador cobrou Galvão por conta das críticas recebidas: "Sou um profissional e mereço respeito". O narrador, então, rebateu: "O que é isso, Roque? Quando falo bem, você não diz nada".
Na eliminação do Brasil na Copa do Mundo de 2006, Galvão Bueno acusou Roberto Carlos de ter ficado arrumando a meia no lance do gol marcado por Thierry Henry. Em 2010, Roberto confessou que tinha mágoa de Galvão. Já em 2014, Roberto Carlos afirmou que isso havia ficado para trás e que agora ele e Galvão eram amigos.
Em agosto de 2012, durante a transmissão dos Jogos Olímpicos de Londres, Galvão discutiu no ar, pelo canal fechado SporTV, com o comentarista Renato Maurício Prado, após não gostar de uma brincadeira feita pelo seu então colega de emissora. Após o imbróglio, Prado acabou afastado e, em novembro, assinou com a concorrente Fox Sports.
No ano de 2016, devido ao fraco desempenho da Seleção Brasileira no início dos Jogos Olímpicos de Verão, Galvão chegou a dizer que faltava comprometimento por parte dos jogadores homens e que Marta é melhor que Neymar: "Neymar é nada perto de Marta".
Em novembro de 2018, o ex-técnico da Seleção Brasileira, Luiz Felipe Scolari, disse ter mágoa de Galvão por este tê-lo criticado na derrota do Brasil para a Alemanha na Copa do Mundo de 2014, na partida conhecida como "Mineiraço". Por causa disso, Felipão recusou o convite para ir ao programa Bem, Amigos!, apresentado por Galvão Bueno no canal SporTV.
Em outubro de 2021, durante a transmissão de uma partida de futebol entre Brasil e Colômbia, vazou um áudio em que, supostamente, Galvão teria chamado Neymar de "idiota". Isso repercutiu muito nas redes sociais e a irmã do jogador, Rafaella Santos, criticou Galvão. Em fevereiro de 2023, o locutor falou sobre isso e negou ter xingado Neymar. Galvão disse que falou "cara, que coisa idiota", após Neymar ter saído de campo sem cumprimentar os jogadores da Colômbia. O áudio da transmissão pegou apenas a palavra "idiota", fazendo parecer que ele tinha xingado o atacante.

### Na vida pessoal
Segundo o jornal O Dia, em novembro de 2011, Galvão Bueno teria agredido sua esposa, Desirée Soares, durante uma apresentação do cantor Luan Santana em São Paulo. O narrador esportivo teria jogado champanhe no rosto de Desirée. Além disso, o jornal afirma que Galvão empurrou Desirée, que caiu sentada em um sofá do camarote onde estavam.

## Livro
Em abril de 2015, Galvão lançou o livro com sua biografia, Fala, Galvão!

## Vida pessoal
Galvão é filho da atriz Mildred dos Santos e do produtor, diretor, apresentador e autor de novelas Aldo Viana Galvão Bueno. Dentre as suas paixões esportivas, destacam-se o basquetebol e o automobilismo, este último herdado por seus filhos Cacá e Popó Bueno, ambos pilotos da categoria Stock Car. Enquanto isso, seu filho caçula, Luca Bueno, seguiu uma carreira distinta como diretor de cinema.
A par das atividades esportivas, ele é criador de gados Red Angus no norte do Paraná e é o titular da Associação Beneficente Galvão Bueno (ABGB), dirigida por sua mãe, Mildred Galvão Bueno, atual presidente do Programa do Voluntariado Paranaense (PROVOPAR), seção de Londrina. Também é um dos sócios da franqueadora da rede de lanchonetes Burger King no Brasil.
No início de 2004, em uma propriedade que possui em Londrina, Galvão acabou se acidentando quando um cavalo se assustou e empinou, derrubando-o. O caso foi grave, o narrador quebrou o braço esquerdo em quatro lugares e teve de ser operado, afastando-se da televisão por um tempo. Segundo o jornal Folha de S.Paulo, por já estar no hospital, Galvão aproveitou e se submeteu, na surdina, a uma cirurgia plástica.
Atualmente é casado com Desirée Soares, empresária do setor de moda e natural de Londrina. Juntos tiveram um filho chamado Luca Bueno, nascido em março de 2001.
No dia 15 de abril de 2012, Galvão confirmou que é torcedor do Flamengo.
| “ | Clube? Ah, vamos lá, o cara chega em certa idade que tem direito de falar. Flamengo campeão em Tóquio, o título mundial do Flamengo. Já me entreguei, pronto. | ” |
| — admitiu Galvão, que teve sua revelação destacada pelo apresentador Serginho Groisman. "Sou carioca", explicou o locutor. | |   |

## Prêmios
| Ano  | Prêmio                                                                     | Categoria         | Resultado | Ref.          |
| ---- | -------------------------------------------------------------------------- | ----------------- | --------- | ------------- |
| 1987 | Troféu Imprensa                                                            | Locutor Esportivo | Indicado  | [ 66 ]        |
| 1989 | Troféu Imprensa                                                            | Locutor Esportivo | Indicado  | [ 67 ]        |
| 1990 | Troféu Imprensa                                                            | Locutor Esportivo | Venceu    | [ 68 ] [ 69 ] |
| 1991 | Troféu Imprensa                                                            | Locutor Esportivo | Venceu    | [ 68 ]        |
| 1994 | Troféu Imprensa                                                            | Locutor Esportivo | Indicado  | [ 70 ]        |
| 1995 | Troféu ACEESP (Associação dos Cronistas Esportivos do Estado de São Paulo) | Narrador de TV    | Venceu    | [ 71 ]        |
| 1996 | Troféu ACEESP (Associação dos Cronistas Esportivos do Estado de São Paulo) | Televisão         | Venceu    | [ 72 ]        |
| 1996 | Troféu Imprensa                                                            | Locutor Esportivo | Indicado  | [ 73 ]        |
| 1996 | Troféu Imprensa                                                            | Locutor Esportivo | Venceu    | [ 68 ]        |
| 1999 | Troféu Imprensa                                                            | Locutor Esportivo | Indicado  | [ 74 ]        |
| 1999 | Troféu ACEESP (Associação dos Cronistas Esportivos do Estado de São Paulo) | Televisão         | Venceu    | [ 75 ]        |
| 2002 | Troféu ACEESP (Associação dos Cronistas Esportivos do Estado de São Paulo) | Narrador de TV    | Venceu    | [ 76 ]        |
| 2003 | Troféu ACEESP (Associação dos Cronistas Esportivos do Estado de São Paulo) | Narrador de TV    | Venceu    | [ 77 ]        |
| 2003 | Troféu Imprensa                                                            | Locutor Esportivo | Venceu    | [ 68 ]        |
| 2006 | Troféu Imprensa                                                            | Locutor Esportivo | Venceu    | [ 68 ]        |
| 2016 | Troféu ACEESP (Associação dos Cronistas Esportivos do Estado de São Paulo) | Narrador de TV    | Indicado  | [ 78 ]        |